# رهبة (تعز)
الرحبة
هي إحدى قرى الجمهورية اليمنية. تتبع جغرافيا لمحافظة تعز وإداريًا لمديرية جبل حبشي. يبلغ تعداد سكانها 2268 نسمة حسب الإحصاء الذي أجري عام 2004.